# Association for the Advancement of Artificial Intelligence
L’Association for the Advancement of Artificial Intelligence (ou AAAI) est une association internationale dédiée à l'intelligence artificielle. Son but est de soutenir les travaux ayant pour but une meilleure compréhension des phénomènes d'intelligence artificielle, et leur mise en pratique, ainsi que de promouvoir ce domaine auprès du public.
Dans le passé[Quand ?], l'association portait le nom d’American Association For Artificial Intelligence.

## Présidence
| Portrait                                                                 | Identité                               | Nationalité           | Période | Période | Durée |
| Portrait                                                                 | Identité                               | Nationalité           | Début   | Fin     | Durée |
| ------------------------------------------------------------------------ | -------------------------------------- | --------------------- | ------- | ------- | ----- |
| Pas de portrait sous licence libre disponible pour Allen Newell.         | Allen Newell (1927 - 1992)             | Américain             | 1979    | 1980    | 1 an  |
| Edward Feigenbaum                                                        | Edward Feigenbaum (né en 1936)         | Américain             | 1980    | 1981    | 1 an  |
| Marvin Minsky visitant les bureaux de l'OLPC en 2008.                    | Marvin Minsky (1927 - 2016)            | Américain             | 1981    | 1982    | 1 an  |
| Nils John Nilsson                                                        | Nils John Nilsson (1933 - 2019)        | Américain             | 1982    | 1983    | 1 an  |
| John McCarthy                                                            | John McCarthy (1927 - 2011)            | Américain             | 1983    | 1984    | 1 an  |
| Woody Bledsoe                                                            | Woody Bledsoe (1921 - 1995)            | Américain             | 1984    | 1985    | 1 an  |
| Patrick Winston                                                          | Patrick Winston (en) (1943 - 2019)     | Américain             | 1985    | 1987    | 2 ans |
| Raj Reddy                                                                | Raj Reddy (né en 1937)                 | Indien Américain      | 1987    | 1989    | 2 ans |
| Pas de portrait sous licence libre disponible pour Daniel G. Bobrow.     | Daniel G. Bobrow (en) (1935 - 2017)    | Américain             | 1989    | 1991    | 2 ans |
| Pas de portrait sous licence libre disponible pour Pat Hayes.            | Pat Hayes (en) (né en 1944)            | Américain             | 1991    | 1993    | 2 ans |
| Barbara J. Grosz, 9 décembre 2015.                                       | Barbara J. Grosz (née en 1948)         | Américaine            | 1993    | 1995    | 2 ans |
| Pas de portrait sous licence libre disponible pour Randall Davis.        | Randall Davis (d)                      |                       | 1995    | 1997    | 2 ans |
| Pas de portrait sous licence libre disponible pour David Waltz.          | David Waltz (en) (1943 - 2012)         | Américain             | 1997    | 1999    | 2 ans |
| Pas de portrait sous licence libre disponible pour Bruce G. Buchanan.    | Bruce G. Buchanan (d)                  |                       | 1999    | 2001    | 2 ans |
| Tom M. Mitchell                                                          | Tom M. Mitchell (né en 1951)           | Américain             | 2001    | 2003    | 2 ans |
| Pas de portrait sous licence libre disponible pour Ronald J. Brachman.   | Ronald J. Brachman (en) (né en 1949)   | Américain             | 2003    | 2005    | 2 ans |
| Pas de portrait sous licence libre disponible pour Alan Mackworth.       | Alan Mackworth (en) (né en 1945)       | Canadien              | 2005    | 2007    | 2 ans |
| Eric Horvitz, 10 décembre 2014.                                          | Eric Horvitz (en) (né en 1958)         | Américain             | 2007    | 2009    | 2 ans |
| Martha E. Pollack, 7 juin 2017.                                          | Martha E. Pollack (née en 1958)        | Américaine            | 2009    | 2010    | 1 an  |
| Pas de portrait sous licence libre disponible pour Henry Kautz.          | Henry Kautz (en) (né en 1956)          | Américain             | 2010    | 2012    | 2 ans |
| Manuela M. Veloso, 24 juin 2012.                                         | Manuela M. Veloso (née en 1957)        | Américaine Portugaise | 2012    | 2014    | 2 ans |
| Thomas G. Dietterich                                                     | Thomas G. Dietterich (en) (né en 1954) | Américain             | 2014    | 2016    | 2 ans |
| Pas de portrait sous licence libre disponible pour Subbarao Kambhampati. | Subbarao Kambhampati (d)               | Indien                | 2016    | 2018    | 2 ans |
| Pas de portrait sous licence libre disponible pour Yolanda Gil.          | Yolanda Gil (en), (née en 1963)        | Espagnole             | 2018    | 2020    | 2 ans |
| Pas de portrait sous licence libre disponible pour Francesca Rossi.      | Francesca Rossi (d)                    |                       | 2022    |         |       |